# 金寶
金寶是一座位於馬來西亞霹靂州金寶縣的市鎮兼該縣縣府。金寶旧属近打县务边和金宝副县，此副县于2009年升格为金宝县。
該鎮成立於1887年，是因錫礦的開發而開埠。由於金寶位於近打河谷，所以錫礦儲量豐富，英殖民政府大量招來華南的華工，促使著這一個錫礦開采小鎮的開埠。金寶錫礦在1900-10年代迎來高峰期，一戰過後開始沒落。當地華民則轉爲農業。
該鎮北邊為也南新村（Kg. Baru Jeram）、西邊是甘榜地馬新村（Kg. Baru Timah）、南邊接萬邦刁灣、東邊臨沙魯河熱帶雨林、西北部為雙溪古月（MALIM NAWAR）。該鎮離霹靂州首府怡保33公里，主幹道為  1號公路。

## 歷史

### 開埠初期
根據Datuk Hashim Bin Sam Abdul Latiff的文章，金寶早期的歷史關乎首任駐霹靂常駐官的刺殺事件有關。當地貴族雅·查泊（Ngah Jabor）、當地土酋馬哈拉惹里拉（Maharaja Lela）、當地貴族拿督沙莪（Datuk Sagor）、當地居民 Si Putum 都是整起事件的中心人物。由於英殖民政府開始干預霹靂王室並在當地抽稅，導致霹靂馬來民衆極度不滿，於是在1875年11月2日拉惹馬哈里拉和他的助手 Si Putum 就在巴西沙勒的一條河刺殺了正在洗澡的比爾茨。後來，在霹靂蘇丹伊卓斯一世審判這起事件時，同樣涉事的雅·查泊（Ngah Jabor）卻逃過了刑罰 。
就在1876年到1886年，雅·查泊為躲避英國人的追殺而隱藏身份，並以新身份「Mohammad Jabor」的新身份示人。在此期間，他就在金寶定居，並發現了錫礦，讓處於蠻荒森林的金寶得以開發。

### 日佔時期
1941年到1945年馬來亞日佔時期，金寶遭日軍入侵，當地民衆處水深火熱狀態。1941年12月30日至1942年9月1日，當地發生金寶戰役，然而英日兩軍軍力不相，英軍很快就節節敗退，日軍在此後逐步占領整個馬來亞，直到1942年2月15日新加坡淪陷。在日軍高壓管理下，當地民不聊生。1945年，美軍分別在日本本州的廣島、長崎兩處投放原子彈，迫使日本不得已無條件投降，英國也漸漸收復失地，重理馬來亞。

### 名稱來源
其中之一的解釋是，金寶是以市鎮北部的金寶河命名。金寶之名「Kampar」據説或多或少也與印尼廖内省的同名城鎮甘巴（Kabupaten Kampar）有些關係。而华语音译则与当时华侨对当地的期望及对当地锡矿的繁盛有关。

## 人口
根據2010年馬來西亞人口普查，金寶人口约15,074人。
| 2010年金寶族群比例 | 2010年金寶族群比例 | 2010年金寶族群比例 | 2010年金寶族群比例 | 2010年金寶族群比例 |
| ------------------ | ------------------ | ------------------ | ------------------ | ------------------ |
| 族群 / 国籍        | 族群 / 国籍        |                    | 百分比             | 百分比             |
| 马来人             | 马来人             |                    | 16.09%             | 16.09%             |
| 其它土著           | 其它土著           |                    | 1.86%              | 1.86%              |
| 华人               | 华人               |                    | 66.39%             | 66.39%             |
| 印度人             | 印度人             |                    | 13.97%             | 13.97%             |
| 其他               | 其他               |                    | 0.25%              | 0.25%              |
| 非马来西亚公民     | 非马来西亚公民     |                    | 1.43%              | 1.43%              |

| 族群               | 2010  | 2010    |
| 族群               | 人口  | 百分比  |
| ------------------ | ----- | ------- |
| 马来人             | 2426  | 16.09%  |
| 其他土著           | 280   | 1.86%   |
| 华人               | 10008 | 66.39%  |
| 印度人             | 2106  | 13.97%  |
| 其他               | 38    | 0.25%   |
| 马来西亚公民总数   | 14858 | 98.57%  |
| 非马来西亚公民总数 | 216   | 1.43%   |
| 总数               | 15074 | 100.00% |